# 1942 en France
Chronologie de la France
- 1938
- 1939
- 1940
- 1941
- 1942
- 1943
- 1944
- 1945
- 1946

Cet article présente les faits marquants de l'année 1942 en France.

## Événements

### Janvier
- 1er janvier : Jean Moulin est parachuté en Provence où il doit prendre contact avec les mouvements de résistance de la zone sud au nom de De Gaulle[1].
- 6 janvier : le paquebot français Lamoricière naviguant d’Alger à Marseille coule au large des Baléares avec 394 personnes à bord[2]. Pris dans une forte tempête sa structure n’a pas résisté aux coups de boutoir des vagues et aux masses d’eau se déversant sur lui. Seules 93 personnes dont 4 enfants sont sauvées.
- 12 janvier : le Service d'ordre légionnaire (SOL) est officialisé par le régime de Vichy[3].

### Février

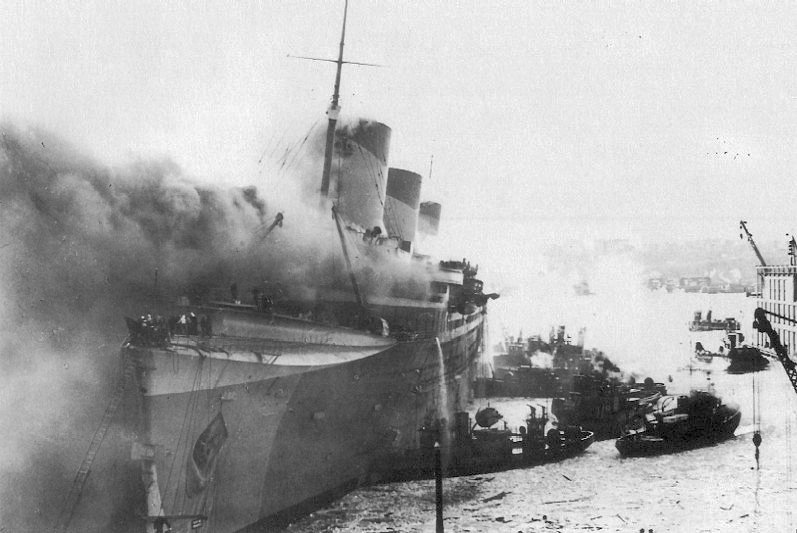
Le Normandie rebaptiés USS Lafayette en feu dans le port de New York.

- 9 février : incendie et naufrage du paquebot Normandie dans le port de New York[2].
- 15 février : Georges Politzer, sa femme Maï et Danielle Casanova sont arrêtés par la police française[4].
- 17 février : Jacques Decour est arrêté par la police française[4].
- 18-19 février : le sous-marin français géant Surcouf est coulé par accident dans la mer des Antilles[2].
- 19 février : ouverture du procès de Riom. Léon Blum, Édouard Daladier, Paul Reynaud et le général Gamelin sont accusés d’être responsables de la défaite. Le procès est suspendu sine die le 14 avril, les inculpés se montrant plus convaincants que les accusateurs[5].
- 22 février : création aux arènes de Cimiez du Service d'ordre légionnaire, future milice[6].
- 27 - 28 février : opération Biting. Un commando britannique est parachuté sur la station radar de Bruneval en Seine-Maritime pour la détruire et pour s'emparer d'éléments électroniques[7].
- Fondation de Ceux de la Résistance (CDLR) par Jacques Lecompte-Boinet sur ce qui subsiste de Combat Zone nord, démantelé par une vague d'arrestations[8].

### Mars
- 1er mars-14 juin : exposition « Le Bolchevisme contre l'Europe » salle Wagram à Paris[9].
- 2 mars : Charlotte Delbo et son époux Georges Dudach sont arrêtés par la police française[4].

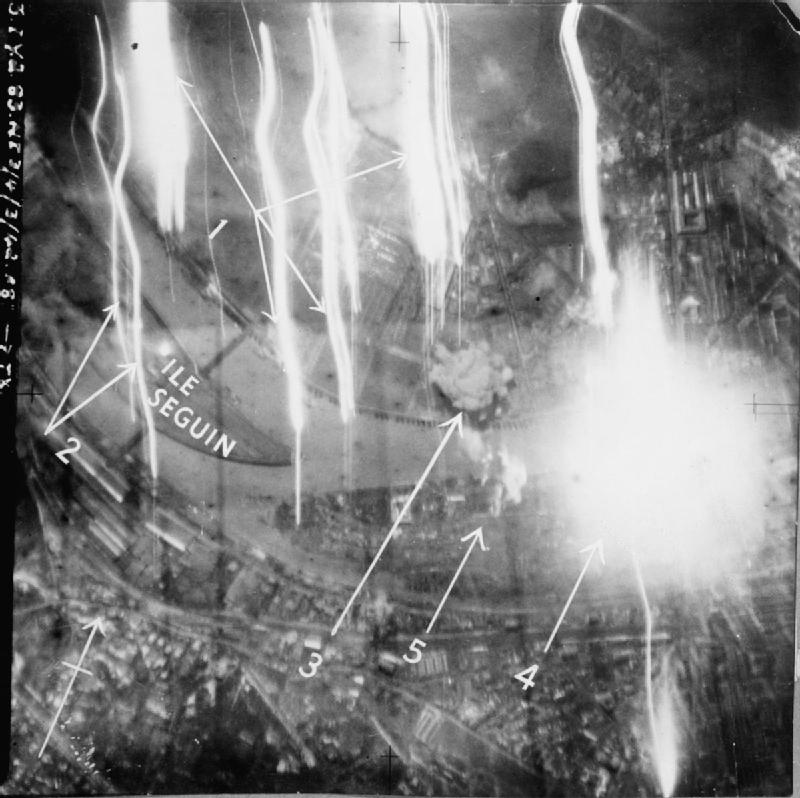
Bombardement des usines Renault opéré le 3 3 1942 par la Royal Air Force. Les traits lumineux sont des fusées éclairantes.

- 3 et 4 mars : un raid aérien britannique contre les usines Renault de Boulogne-Billancourt fait 623 morts et 1 500 blessés[10],[3].
- 9 mars : exécution au fort du Mont-Valérien des sept condamnés du procès du Palais Bourbon qui s'est déroulé du 4 au 6 mars[11].
- 15 mars  : Loi « tendant à réprimer le marché noir », par laquelle Vichy choisit de moins réprimer les petites infractions au marché noir et de se concentrer sur la répression des trafics importants, afin de ne pas s'aliéner l'opinion[12].
- 26 mars : rencontre secrète de Pétain et de Laval en forêt de Randan ; Laval avertit Pétain de la menace de la nomination d'un gauleiter en France[3].

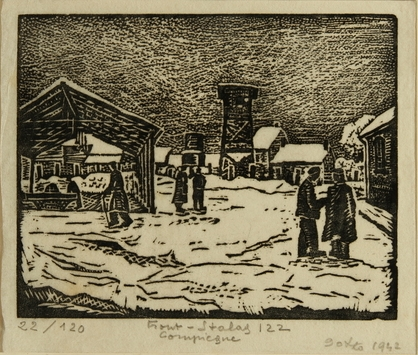
Linogravure du camp d'internement de Compiègne créée par l'artiste Jacques Gotko en 1942.

- 27 mars : le premier convoi de « déportés raciaux » quitte avec 1 112 personnes la gare de Compiègne en zone occupée pour rejoindre les camps de concentration[3] ; 42 convois quitteront la France d'ici à fin 1942, dont 32 au départ de Drancy.

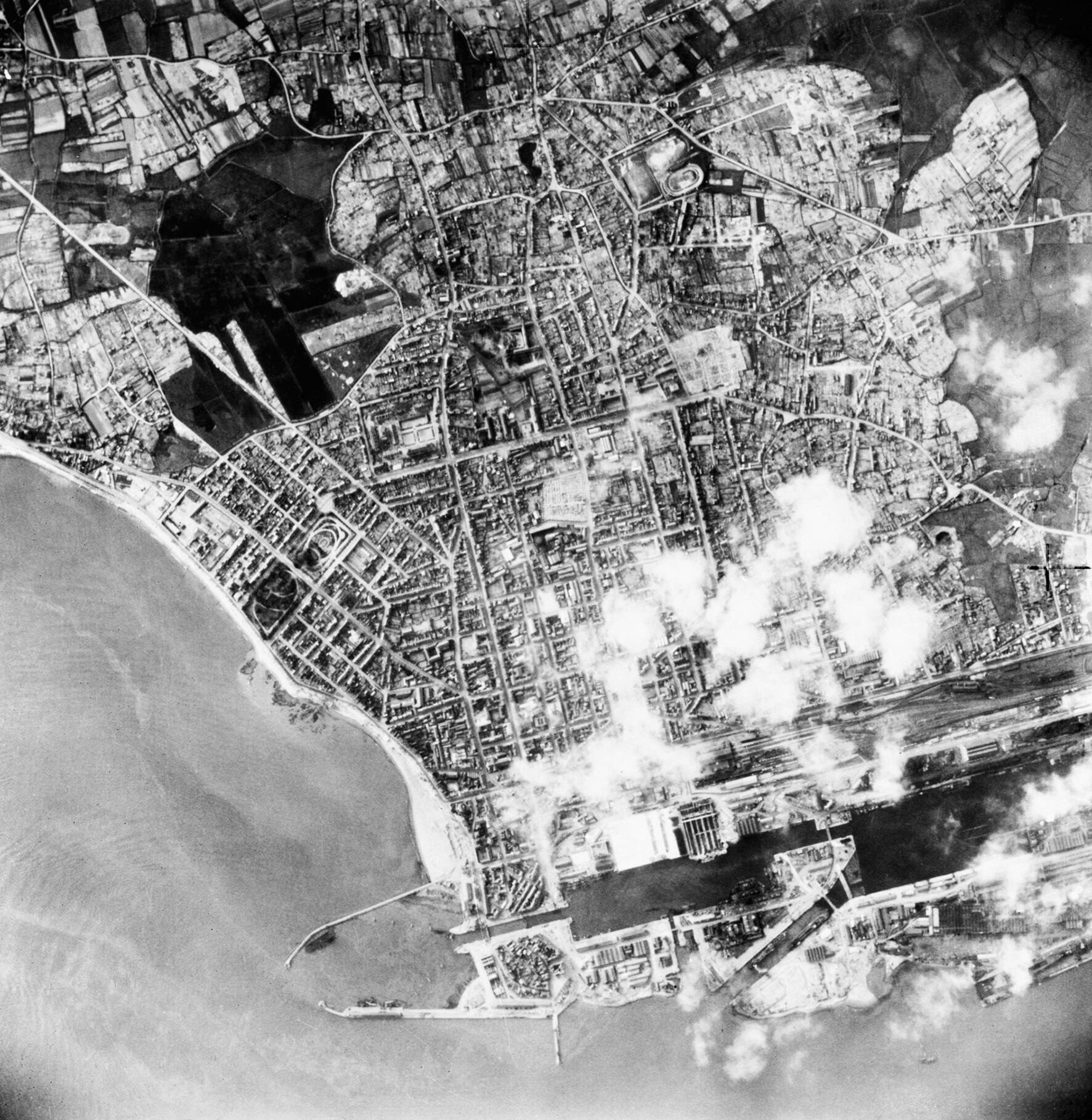
Opération Chariot - Photographie aérienne prise après le raid sur Saint-Nazaire.

- Nuit du 27 au 28 mars : un raid britannique, l'Opération Chariot permet de rendre la forme Joubert de Saint-Nazaire inopérante. Les cuirassés allemands ne peuvent plus réparer sur l'Atlantique[13].
- 28 mars : création des FTPF (Francs-tireurs et partisans français), contrôlés par les communistes[1].
- 30 mars : l'amiral Leahy, ambassadeur des États-Unis auprès du Gouvernement de Vichy, remet une note de Roosevelt au maréchal Pétain ; en cas de retour de Pierre Laval au pouvoir, « Le Gouvernement des États-Unis se verrait dans l'obligation de rompre les relations de confiance qu'il entretient actuellement avec le Gouvernement de Vichy »[14].

### Avril
- 1er avril : première du film La Symphonie fantastique de Christian-Jaque à Paris[15].
- 5 avril : la Gestapo (police secrète d’État) s’installe officiellement en zone libre[16].
- 7-14 avril : procès de la Maison de la Chimie[11].
- 17 avril :
  - le général Giraud, détenu depuis mai 1940, s’évade de la forteresse allemande de Königstein où il était emprisonné[16]. Il est à Vichy le 27 avril où il rencontre Pétain deux jours plus tard.
  - démission du cabinet Darlan[17].

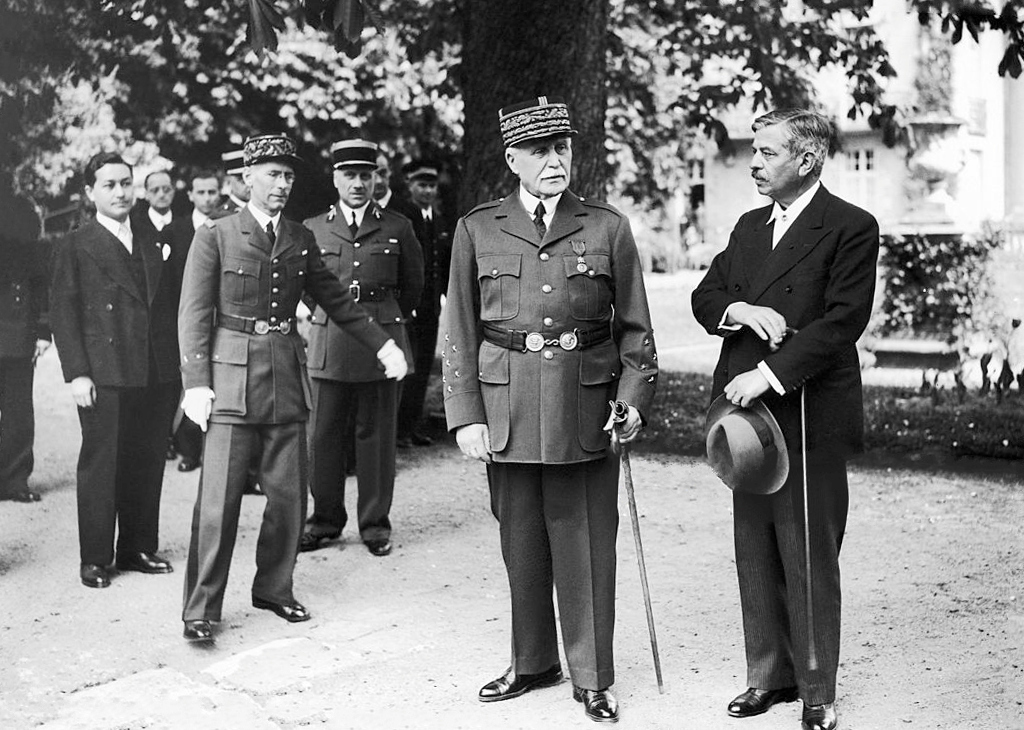
Pétain et Laval dans le parc du pavillon Sévigné à Vichy, vers 1942.

- 18 avril : remplacement de Darlan par Pierre Laval, qui prend le titre officiel de chef du gouvernement de Vichy, responsable devant le chef de l’État[5], fonction créée par l’acte constitutionnel n° XI[16]. Laval détient aussi les portefeuilles de l’Intérieur, des Affaires étrangères et de l’Information. Laval ne croit pas en la révolution nationale et la met en sommeil. René Bousquet secrétaire général de la police[18].
- 18-19 avril : dérivation du câble Paris-Metz pour installer des écoutes téléphoniques en vue d'espionner l'armée d'occupation allemande[19].
- 19 avril : tentative d'attentat à Rennes contre Doriot ; une grenade est lancée dans une salle où il s'exprime[20].
- 21-22 avril : opération Abercrombie, raid de l'armée canadienne sur la petite ville côtière d'Hardelot dans le Pas-de-Calais[21].
- Constitution sous la direction de Boris Holban des Francs-tireurs et partisans - Main-d'œuvre immigrée (FTP-MOI), unités de la Résistance communiste contre l'occupant[22].

### Mai
- 1er mai : de Gaulle lance à la BBC un appel à manifester « silencieusement et individuellement devant les statues de la République et devant les mairies »[23].
- 5 mai : début du blocus britannique de Madagascar[24].
- 6 mai : Darquier de Pellepoix succède à Xavier Vallat comme Commissaire aux affaires juives[25].
- 18 mai : les Allemands exigent le transfert dans le Reich d'ouvriers français qualifiés[16].
- 23 et 30 mai : exécution au mont Valérien des résistants Georges Politzer, philosophe, Jacques Solomon, physicien et Jacques Decour, professeur[26].

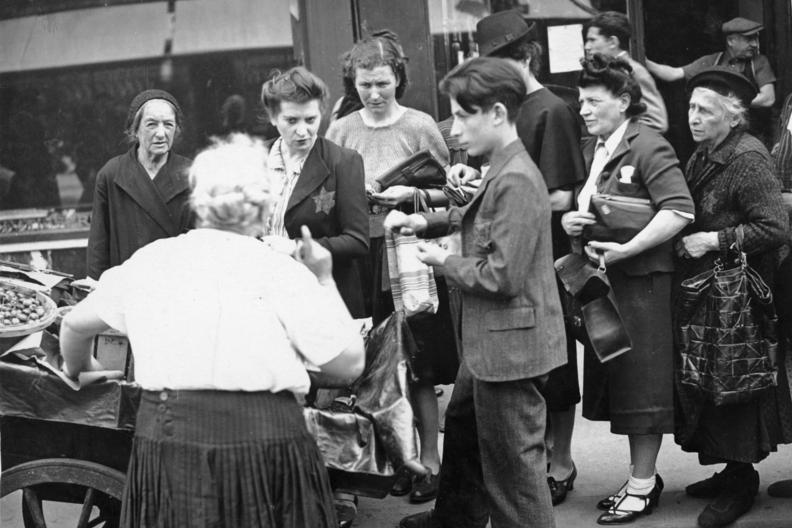
Port de l'étoile jaune à Paris en juin 1942.

- 29 mai : ordonnance des autorités allemandes. En zone occupée, les Juifs âgés de plus de six ans devront porter désormais une étoile jaune sur leurs vêtements. Elle entre en vigueur le 7 juin[27].
- 31 mai : manifestation de la rue de Buci contre le rationnement[28].

### Juin
- 5 juin : un second convoi de déportés quitte la gare de Compiègne[29].
- 6 juin : 
  - décret réglementant, en ce qui concerne les juifs, les professions d’artiste dramatique, cinématographique ou lyrique[30].
  - Loi qui crée la Direction générale du contrôle économique (DGCE), dont le directeur est Jean de Sailly, compétente pour l'ensemble de la règlementation économique (principalement ravitaillement et lutte contre le marché noir)[12].
- 9 juin : l'amiral Leahy, ambassadeur des  États-Unis auprès du Gouvernement de Vichy, est de retour à Washington[16]. Il déclare à la presse : « Je viens de revenir d'une France complètement submergée par une invasion de barbares qui ont saisi la plus grande partie des ressources matérielles de la France et ont détruit une partie de ses ressources spirituelles[31]. »
- 16 juin : rencontre Laval - Sauckel le principe de la Relève est accepté[32].
- 22 juin :
  - discours de Pierre Laval radiodiffusé et cité dans Les Nouveaux Temps le 24 juin. Il annonce à la radio la mise en place de la Relève : pour trois travailleurs français partant en Allemagne, un prisonnier sera libéré. Il déclare « je souhaite la victoire de l’Allemagne, parce que sans elle le bolchevisme s’installerait partout »[5].
  - un troisième convoi de déportés juifs part de Drancy[29].
- 25 juin : un quatrième convoi de déportés juifs part de Pithiviers[29].
- 28 juin : un cinquième convoi de déportés juifs part de Beaune-la-Rolande[29].
- Création à l'initiative de résistants membres des FTP-MOI du mouvement à l'origine du MRAP, le Mouvement national contre le racisme (MNCR)[33].

### Juillet
- 1er juillet : Laval autorise les véhicules allemands de radiogoniométrie destinés à détecter les émetteurs clandestins à opérer en zone libre[34].
- 2 juillet : accords Bousquet - Oberg de collaboration policière. René Bousquet, secrétaire général de la police de Vichy, négocie avec Karl Oberg pour que les Juifs français ne soient pas déportés, en échange de la collaboration de la police française dans l'arrestation des juifs étrangers et apatrides[35].
- 6 juillet : convoi des 45 000 de Compiègne vers Auschwitz, principalement composé de déportés communistes[29].

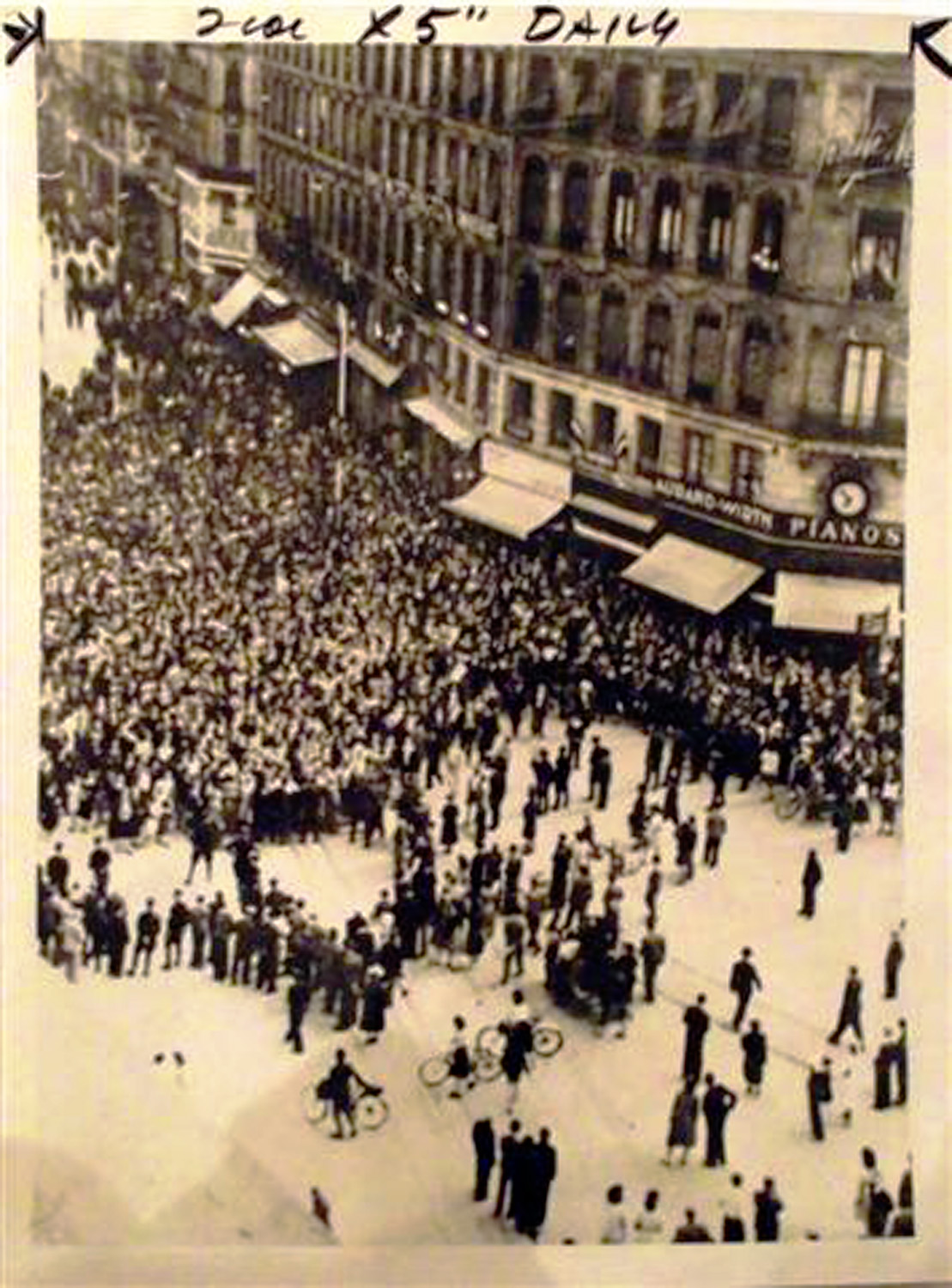
14 juillet 1942 ; rassemblement de la population de Lyon.

- 14 juillet : des manifestations pro-gaulliste sont organisées dans onze grandes villes à l'appel de la BBC[23] ; à Marseille, des collaborationnistes du Parti populaire français tirent sur un cortège, tuant deux femmes[36].
- 16 juillet : évasion de onze agents secrets français et britanniques détenus au camp d'internement de Mauzac[37].
- 16 et 17 juillet : rafle du Vel’ d’hiv de 12 884 Juifs à Paris par la police française qui sont rassemblés au Vélodrome d’hiver[35].
- 17 juillet : un sixième convoi de déportés juifs part de Pithiviers[29].
- 19 juillet : rafle manquée de Nancy. 32 arrestations sur les 400 prévues ont lieu, par l'action de la police[38].
- 20 juillet :
  - manifestations anticolonialistes à Phnom Penh, au Cambodge, plus connue sous le nom de « révolte des ombrelles », à la suite de l’arrestation de deux bonzes[39].
  - rafle de la Marne dans le cadre de l'opération « Vent printanier »[40].

### Août
- 3 août : départ du 14e convoi de déportation des Juifs de France, de Pithiviers vers Auschwitz[41] : 1034 déportés, 4 survivants à la Libération.
- 5 août : départ du 15e convoi de déportation des Juifs de France, de Beaune-la-Rolande vers Auschwitz[41] : 1014 déportés, 5 survivants à la Libération.
- 7 août : départ du 16e convoi de déportation des Juifs de France, de Pithiviers vers Auschwitz[41] : 1073 déportés, 6 survivants en 1945.
- 8 août : attentat du détachement Valmy au restaurant de l'hôtel Bedford, occupé par des militaires allemands.
- 10 août : départ du 17e convoi de déportation des Juifs de France, du camp de Drancy vers Auschwitz[41] : 997 déportés, 1 survivant en 1945.
- 11 août :
  - arrivée à Compiègne du premier convoi de prisonniers libérés au titre de la Relève[42].
  - 88 otages sont fusillés par les Allemands en représailles des attentats[43].
- 12 août : départ du 18e convoi de déportation des Juifs de France, du camp de Drancy vers Auschwitz[41] : 1017 déportés, 10 survivants en 1945.
- 14 août : départ du 19e convoi de déportation des Juifs de France, du camp de Drancy vers Auschwitz : 991 déportés, 1 survivant en 1945[41].
- 15 août : pèlerinage des Scouts de France au Puy-en-Velay sous l'impulsion du Père Doncoeur[44],[45].
- 17 août : départ du 20e convoi de déportation des Juifs de France, du camp de Drancy vers Auschwitz[41] : 997 déportés, 3 survivants en 1945.

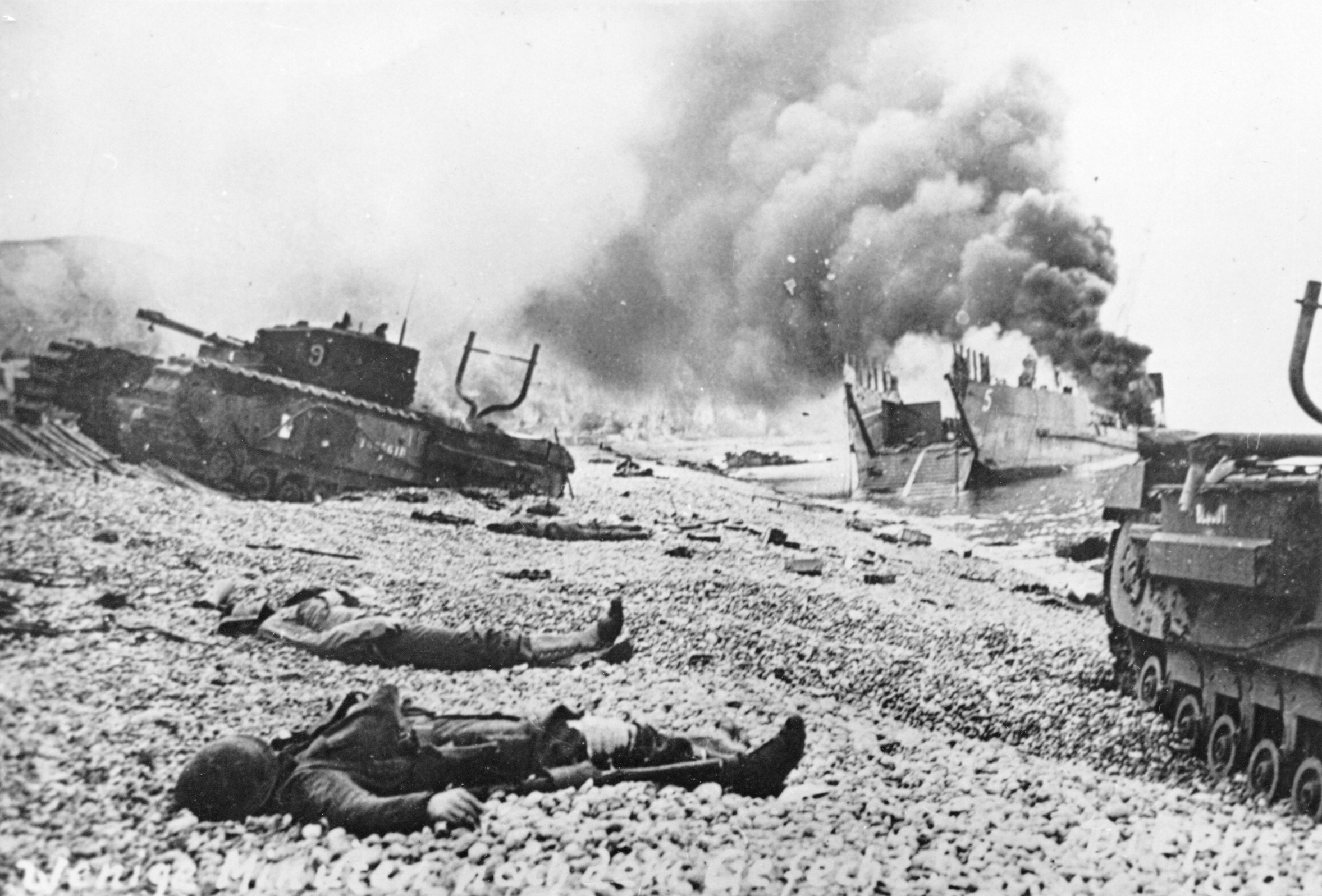
Corps de soldats canadiens sur la plage après l'échec du raid de Dieppe.

- 18-19 août : opération Jubilé, raid des forces canadiennes et britanniques sur Dieppe en France, s'achève par un échec et entraîne la mort de près de 1 200 soldats dont plus de 900 Canadiens[46].
- 19 août : départ du 21e convoi de déportation des Juifs de France, du camp de Drancy vers Auschwitz[41] : 1000 déportés, 5 survivants en 1945.
- 21 août : départ du 22e convoi de déportation des Juifs de France, du camp de Drancy vers Auschwitz : 1000 déportés, 7 survivants en 1945[41].
- 23 août :
  - une directive de Fritz Sauckel précise qu'il faut recourir au recrutement forcé (Zwangmassnahmen) de la main-d'œuvre envoyée en Allemagne[32].
  - l’archevêque de Toulouse, Mgr Saliège, fait lire dans les paroisses du diocèse une lettre contre les persécutions antisémites[47].
- 24 août : départ du 23e convoi de déportation des Juifs de France, du camp de Drancy vers Auschwitz[41] : 1007 déportés, 3 survivants en 1945.
- 25 août : ordonnance du gauleiter Robert Wagner qui contraint les Alsaciens au service obligatoire dans la Wehrmacht[48].
- 26 août : 
  - départ du 24e convoi de déportation des Juifs de France, du camp de Drancy vers Auschwitz[41] : 1002 déportés, 23 survivants en 1945.
  - rafle de 6 584 Juifs apatrides de la zone Sud. Ils sont livrés aux Allemands et transférés vers le camp de Drancy[49].
  - attentat à la bombe au cinéma Olympia de Clichy, où est projeté par le Rassemblement national populaire le film Le Juif Süss devant 1 200 personnes ; un mort, deux blessés graves et vingt-cinq blessés léger[50].
- 28 août : départ du 25e convoi de déportation des Juifs de France, du camp de Drancy vers Auschwitz[41] : 983 déportés, 8 survivants en 1945.
- 31 août : départ du 26e convoi de déportation des Juifs de France, du camp de Drancy vers Auschwitz[41] : 957 déportés, 17 survivants en 1945.

### Septembre

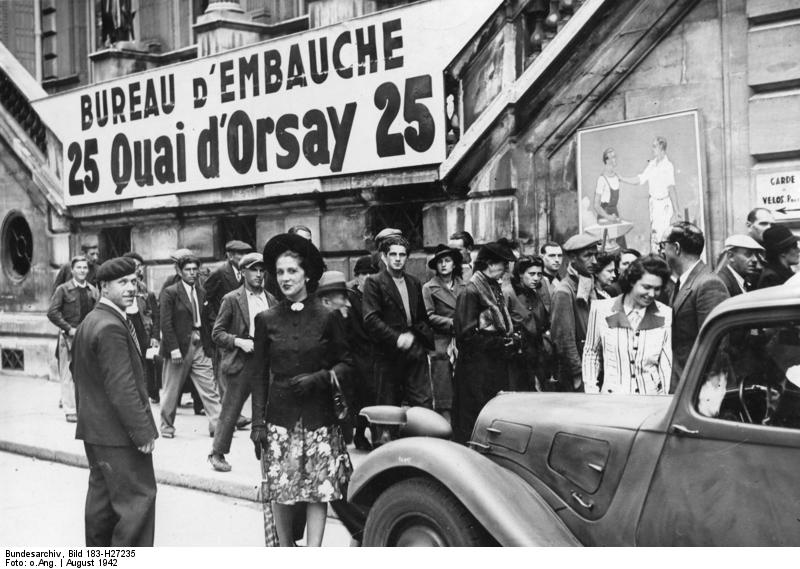
Publicité pour aller travailler en Allemagne, Paris, août 1942.

- 2 septembre : départ du 27e convoi de déportation des Juifs de France, du camp de Drancy vers Auschwitz[41] : 1016 déportés, 30 survivants en 1945.

- 4 septembre :
  - départ du 28e convoi de déportation des Juifs de France, du camp de Drancy vers Auschwitz[41] : 981 déportés, 26 survivants en 1945.
  - loi « relative à l'utilisation et l'orientation de la main-d'œuvre », prélude à l'institution du travail obligatoire en Allemagne le 16 février 1943[5].
- 7 septembre : départ du 29e convoi de déportation des Juifs de France, du camp de Drancy vers Auschwitz[41] : 893 déportés, 34 survivants en 1945.
- 8 septembre : explosion d'une bombe déposée par le détachement Valmy au cinéma Garenne-Palace (un soldat allemand tué, quatre autres blessés)[51].
- 9 septembre : départ du 30e convoi de déportation des Juifs de France, du camp de Drancy vers Auschwitz[41] : 1017 déportés, 42 survivants en 1945.
- 10 septembre : attentat à la grenade du détachement Valmy contre un détachement de la Wehrmacht Rue d'Hautpoul dans le 9e arrondissement (neuf soldats allemands blessés)[51].
- 11 septembre : 
  - rafle de Juifs dans le Nord-Pas-de-Calais. 513 personnes sont transférés au camp de rassemblement de Malines d’où elles sont déportés à Auschwitz avec les Juifs arrêtés à Anvers et Bruxelles (1 048 personnes au total)[52].
  - départ du 31e convoi de déportation des Juifs de France, du camp de Drancy vers Auschwitz[41] : 1003 déportés, 13 survivants en 1945.
- 14 septembre : départ du 32e convoi de déportation des Juifs de France, du camp de Drancy vers Auschwitz[41] : 980 déportés, 45 survivants en 1945.
- 16 septembre : départ du 33e convoi de déportation des Juifs de France, du camp de Drancy vers Auschwitz[41] : 993 déportés, 33 survivants en 1945.
- 17 septembre : attentat à la bombe au cinéma Le Grand Rex (cinq soldats allemands blessés)[43].
- 18 septembre : départ du 34e convoi de déportation des Juifs de France, du camp de Drancy vers Auschwitz[41] : 1000 déportés, 21 survivants en 1945.
- 20 septembre : publication à Paris pour l'anniversaire de Valmy du premier numéro de la revue littéraire Les Lettres françaises[53].
- 21 septembre :
  - départ du 35e convoi de déportation des Juifs de France, de Pithiviers vers Auschwitz[41] : 1007 déportés, 23 survivants en 1945.
  - 116 otages sont fusillés en représailles des 58 victimes allemandes (tués ou blessés) des attentats commis depuis le 11 août[43].
- 23 septembre : départ du 36e convoi de déportation des Juifs de France, du camp de Drancy vers Auschwitz[41] : 1 037 déportés, 26 survivants en 1945.
- 24 septembre : rafle de 1 574 juifs roumains dont 183 enfants à Paris et en banlieue[54].
- Nuit du 24 au 25 septembre : Lise de Baissac et Andrée Borrel sont les deux premières femmes à être parachutée en France par le SOE[55].
- 27 septembre : départ du 37e convoi de déportation des Juifs de France, du camp de Drancy vers Auschwitz[41] : 1 004 déportés, 15 survivants en 1945.
- 28 septembre : départ du 38e convoi de déportation des Juifs de France, du camp de Drancy vers Auschwitz[41] : 856 déportés, 18 survivants en 1945.
- 30 septembre :
  - départ du 39e convoi de déportation des Juifs de France, du camp de Drancy vers Auschwitz[41] : 211 déportés, aucun survivant en 1945.
  - sortie au cinéma Lord Byron à Paris de La Tosca, film italien de Carl Koch[56].

### Octobre
- 2 octobre : création d'un comité de coordination des mouvements de Résistance en zone sud[57].
- 6 octobre : attentat à l'explosif au cinéma Maillot-Palace lors d'une projection du film Le Juif Süss organisée par le Parti populaire français ; deux spectateurs sont tués, que vingt-huit personnes sont blessées[50].
- 13 octobre : attentat du détachement Valmy à la gare de Paris-Montparnasse[51].
- 17 octobre : bombardements aériens alliés du Creusot[58] (53 victimes).
- 21 octobre : François Darlan se rend en Afrique française du Nord et en Afrique-Occidentale pour une tournée d’inspection. Le 22, il est à Dakar. Le 28 il est à Alger[59].
- 22 octobre : après consultation entre le général De Gaulle et plusieurs dirigeants de la résistance intérieure à Londres, le général Charles Delestraint est choisi pour diriger l’armée secrète, organisation de caractère essentiellement militaire, encadrée par d’anciens officiers de l’armée régulière[60].
- 31 octobre : le détachement Valmy est démantelé[51].

### Novembre
- 4-5 novembre : rafle de 1 060 Juifs de nationalité grecque à Paris et en zone occupée[61].
- 6 novembre : Madagascar capitule à Ambalavao[24].

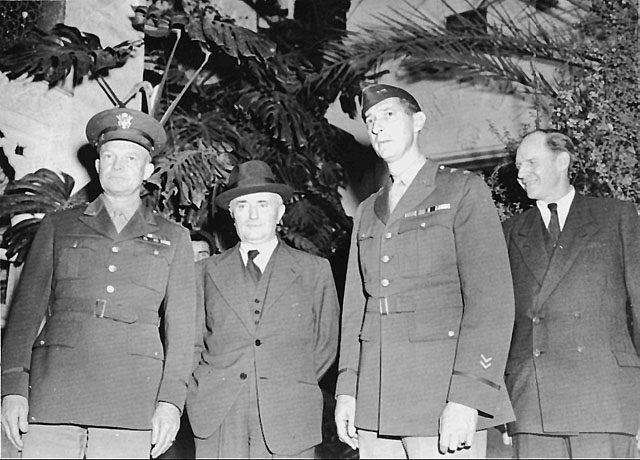
Eisenhower et Darlan pendant les négociations d'Alger, 13 novembre 1942.

- 8 novembre : début de l'opération Torch, les Alliés débarquent en Algérie et au Maroc[62].
- 11 novembre : en réponse au débarquement anglo-américain en Afrique du Nord, les Allemands envahissent la « zone libre » tandis que les Italiens débarquent en Corse[63].
- 14 novembre : mise en place du « Haut-Commissariat de France en Afrique ». Darlan prend le pouvoir en Afrique du Nord au nom du maréchal Pétain empêché et obtient le soutien des Américains le 22 novembre[64].
- 16 novembre : toutes ses fonctions officielles sont retirées à l'amiral Darlan par le Maréchal Pétain tandis que Laval reçoit les pleins pouvoirs[65].

- 27 novembre :

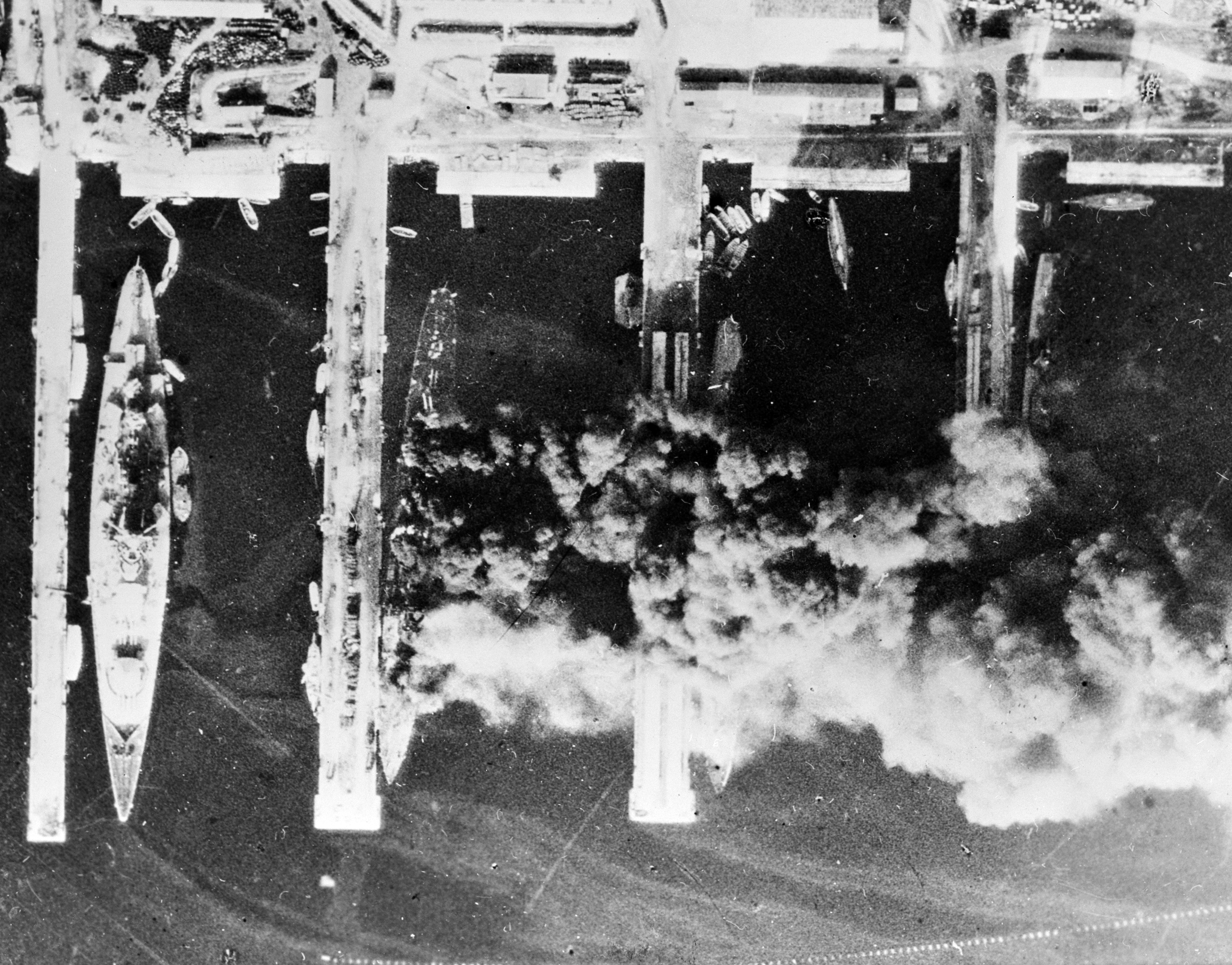
27 novembre : la flotte française se saborde en rade de Toulon

  - la flotte française se saborde en rade de Toulon devant l’avancée des troupes allemandes[63].
  - démobilisation de l’armée d’armistice ; le tribut journalier, que la France doit porter à l'Allemagne est porté à 500 millions de francs[65].
  - première réunion à Lyon du Comité de coordination entre Londres et les mouvements de résistance de zone Sud, sous la présidence de Jean Moulin[1].
- 27-28 novembre : libération de La Réunion par les Forces navales françaises libres[66].
- 30 novembre : La Réunion se rallie à la France libre[66].

### Décembre
- 5 décembre : sortie du film Les Visiteurs du soir de Marcel Carné[67].
- 7 décembre :
  - ralliement total de l’AOF à la « France libre »[68].
  - opération Frankton ; attaque par kayaks du port de Bordeaux par un commando britannique[69].
- 11 décembre : loi de Vichy relative à l'apposition de la mention « Juif » sur les titres d'identité délivrés aux israélites français et étrangers[30].
- 16 décembre : dérivation du câble Paris-Strasbourg pour installer des écoutes téléphoniques en vue d'espionner l'armée d'occupation allemande[19].
- 23 décembre : arrestation de Robert Keller et démantèlement de la Source K[19].
- 24 décembre : Darlan est abattu à Alger. Le 26 décembre, le Conseil impérial, créé par Darlan nomme Giraud pour le remplacer[70].
- 26 décembre : le résistant Fernand Bonnier de La Chapelle est fusillé par un peloton d'exécution pour l'exécution de l'amiral François Darlan[71].
- 28 décembre : occupation de la Somalie française par les Alliés[72].

## Naissances en 1942
- 16 janvier : Richard Bohringer, acteur et chanteur franco-sénégalais
- 23 février : Ernest Pignon-Ernest, artiste plasticien à Nice.
- 21 mars : Françoise Dorléac, actrice française. († 26 juin 1967).
- 3 juillet : Claude Moine (Eddy Mitchell) à Paris dans le quartier de Belleville.
- 20 juillet : Yves Mourousi, journaliste français († 7 avril 1998).
- 29 septembre : Yves Rénier, acteur et réalisateur franco-suisse († 24 avril 2021)
- 28 décembre : Benoît Allemane, acteur français de doublage († 5 janvier 2025)